# Burundi aux Jeux paralympiques d'été de 2024
Le Burundi participe aux Jeux paralympiques d'été de 2024 à Paris, en France du 28 août au 8 septembre 2024. Il s'agit de sa 5e participation à des Jeux paralympiques d'été.
Le Burundi est représenté par deux athlètes. Le Burundi n'a remporté aucune médaille dans cette compétition.
Les deux athlètes se sont entraînés au centre d'entraînement de Giteka.

## Résultats

### Athlétisme
| Athlète              | Événement         | 1er tour | 1er tour | Finale        | Finale        |
| Athlète              | Événement         | Résultat | Rang     | Résultat      | Rang          |
| -------------------- | ----------------- | -------- | -------- | ------------- | ------------- |
| Adeline Mushiranzigo | 400 m T47 femmes  | 1:19.78  | 13       | Pas qualifiée | Pas qualifiée |
| Remy Nikobimeze      | 1500 m T46 hommes | 4:10.69  | 14       | Pas qualifié  | Pas qualifié  |